# Jarmila Kratochvílová
Jarmila Kratochvílová (tjeckiskt uttal (fil)), född 26 januari 1951 i Golčův Jeníkov i dåvarande Tjeckoslovakien, är en tjeckisk före detta friidrottare som tävlade för Tjeckoslovakien. 
Kratochvílová räknas som en av tidernas bästa medeldistanslöpare, även om hennes resultat är starkt ifrågasatta då många menar att de är ett resultat av dopning. Själv har hon alltid nekat till alla anklagelser.

## Karriär
Kratochvílovás genombrott kom vid inomhus EM 1979 där hon blev silvermedaljör på 400 meter på tiden 51,81 slagen av Storbritanniens Verona Elder. Kratochvílová deltog vid Olympiska sommarspelen 1980 i Moskva där hon slutade på andra plats på 400 meter med tiden 49,46, slagen av Östtysklands Marita Koch som vann på det nya Olympiska rekordet 48,88.
Under 1981 vann hon EM inomhus på tiden 50,07. Samma år utomhus sprang hon för första gången under 49 sekunder utomhus på 400 meter när sprang på 48,61 vid tävlingar i Rom. En hundradel från Kochs dåvarande världsrekord. 
1982 började hon året med att vinna guld på 400 meter inomhus vid EM i Milano på tiden 49,59 vilket då var ett nytt världsrekord inomhus. Utomhus samma år deltog hon vid EM i Aten där hon blev silvermedaljör på 400 meter efter Koch. I finalen sprang Kratochvílová på 48,85 emellertid noterade Koch ett nytt världsrekord när hon noterade 48,16. Vid samma mästerskap deltog Kratochvílová i det tjeckoslovakiska lag som sprang 4 x 400 meter där det blev silver efter Östtyskland.
Kratochvílová bästa år som friidrottare blev 1983. Året började hon med att vinna guld på 400 meter inomhus med tiden 49,69. Vid en tävling i München 26 juli slog hon Nadezjda Olizarenkos omöjliga världsrekord på 800 meter när hon sprang på tiden 1.53,28. Inför VM 1983 i Helsingfors valde hon att dubblera och springa både 400 meter och 800 meter och hon vann guld på båda distanserna. Segertiderna i båda loppen var smått osannolika. På 400 meter vann hon på tiden 47,99 vilket var ett nytt världsrekord. och på 800 meter på tiden 1.54,68. Dessutom blev det silver i långa stafetten på 4 × 400 meter där Östtyskland vann (Marita Koch gav det östtyska laget ett stort försprång inför sista växlingen, Kratochvilová växlade som trea och hämtade in nästan hela försprånget). 
Hennes sista mästerskap blev EM inomhus 1984 där hon vann guld på 200 meter på tiden 23,02. Eftersom Tjeckoslovakien bojkottade Olympiska sommarspelen 1984 i Los Angeles kunde hon aldrig vinna något olympiskt guld.

## Personbästa
- 100 meter: 11,09 satt i Bratislava 1981. Tiden är fortfarande tjeckiskt rekord på 100 meter.
- 200 meter: 21,97 satt i Bratislava 1981. Tiden gör henne till den 36:e bästa genom alla tider. [6]
- 400 meter: 47,99 satt i VM i Helsingfors 1983. Tiden är den näst bästa någonsin efter Marita Kochs 47,60.
- 800 meter: 1.53,28, satt i München 1983, gäller fortfarande (2018[7]) som världsrekord. Detta rekord har av många experter ansetts såsom "oslagbart".